# بوجيو سان لورينزو
بوجيو سان لورينزو أو بوجو سان لورينزو (بالإيطالية: Poggio San Lorenzo) هي كومونا (بلدية) في مقاطعة رييتي في منطقة لاتيوم الإيطالية، وتقع على بعد حوالي 50 كيلومتر (31 ميل) شمال شرق روما وحوالي 15 كيلومتر (9 ميل) جنوب رييتي.
تقع بوجيو سان لورينزو على حدود البلديات التالية: كاسابروتا وفراسو سابينو ومونتيليوني سابينو وتوريسيلا .

## أنظر أيضا
- حديقة أباتينو فاونستيك